# CLEC2B
CLEC2B‏ (C-type lectin domain family 2 member B) هوَ بروتين يُشَفر بواسطة جين CLEC2B في الإنسان.